# Mauricio Lara
Mauricio Lara Acosta (Gustavo A. Madero, Ciudad de México; 23 de febrero de 1998) es un boxeador profesional mexicano, ex campeón del mundo de peso pluma de la Asociación Mundial de Boxeo (AMB) desde febrero hasta mayo de 2023.
Inició su carrera profesional en 2015 y desde entonces ha logrado victorias frente a ex campeones mundiales como Josh Warrington y Leigh Wood.
En 2023, Lara logró derrotar al entonces campeón del mundo de peso pluma de la Asociación Mundial de Boxeo (AMB) Leigh Wood en una victoria por KO en el séptimo asalto.

## Carrera profesional

### Lara contra Warrington
El 13 de febrero de 2021, se enfrentó a Josh Warrington, un ex campeón invicto de peso pluma de la Federación Internacional de Boxeo (FIB), en el SSE Arena de Londres. Aunque no había un título en juego debido a que Warrington había dejado su título vacante previamente, Lara logró una inesperada victoria.
En el cuarto asalto, Lara derribó a Warrington con un gancho de izquierda. Aunque Warrington se levantó, nunca recuperó completamente la estabilidad de sus piernas. En el noveno asalto, Lara derribó nuevamente a Warrington con un gancho de izquierda y el árbitro suspendió la pelea, marcando la primera derrota en la carrera de Warrington, rompiendo su racha invicta de 30 victorias consecutivas. La victoria de Lara se consideró una sorpresa, ya que las probabilidades de apuestas lo habían calificado como un probable perdedor con cuotas de 11/1 (+1100), mientras que Warrington era el favorito con cuotas de 1/33 (-3300). La revista The Ring lo consideró uno de los candidatos para su premio "Sorpresa del año" en el mundo del boxeo.

### Lara contra Warrington II
El 4 de septiembre de 2021 se realizó una revancha en el Headingley Stadium, en la ciudad natal de Warrington en Leeds, Inglaterra. Lara expresó su entusiasmo por la oportunidad de enfrentar a Warrington nuevamente y declaró: "Nunca hablo mucho, prefiero demostrar en el ring. Voy a repetir la actuación el 4 de septiembre. Golpea una vez, golpea dos veces. Warrington debería saber que voy por él. Todo esto tiene que ver con el orgullo. ¡Esto es por México!". Sin embargo, la pelea resultó en un empate técnico después de solo dos asaltos debido a un corte profundo sobre el ojo izquierdo de Lara, causado por un choque accidental de cabezas con Warrington. El médico del ring determinó que Lara no estaba en condiciones de continuar, lo que llevó a la declaración del empate técnico. Lara expresó su frustración por no poder continuar y manifestó su deseo de una revancha para demostrar que es el verdadero ganador.

### Lara contra Wood
El 24 de agosto de 2022 se anunció que Leigh Wood haría su segunda defensa del título de la AMB (Súper) contra Lara. Se esperaba que la pelea por el título encabezara una transmisión de DAZN, que habría tenido lugar en el Motorpoint Arena Nottingham en Nottingham, Inglaterra, el 24 de septiembre de 2022. Sin embargo, Leigh Wood se retiró de la pelea diez días antes de lo previsto, debido a una rotura de bíceps que sufrió en un sparring.
La pelea finalmente tuvo lugar el 18 de febrero de 2023. Lara derribó al campeón con un gancho de izquierda cerca del final del séptimo asalto y el entrenador de Wood decidió tirar la toalla, otorgando a Lara el título de peso pluma de la AMB.

### Lara contra Wood II
Luego de su previa victoria, se programó una revancha entre Lara y Wood para el 27 de mayo de 2023 en el Manchester Arena. Sin embargo, durante el pesaje, Lara superó el límite de peso de la división por 3.8 libras, lo que resultó en que fuera despojado del cinturón y dejó a Wood como el único contendiente elegible para ganar el campeonato vacante. Durante la pelea, Wood logró derribar a Lara en el segundo asalto y finalmente se llevó la victoria por decisión unánime, con dos tarjetas de puntuación de 118-109 y una tarjeta de 116-111.

## Títulos mundiales
- Campeón peso pluma de la Asociación Mundial de Boxeo (AMB).

## Récord de boxeo
| 30 peleas | 26 victorias | 3 derrotas |
| --------- | ------------ | ---------- |
| Nocaut    | 19           | 1          |
| Decisión  | 7            | 2          |
| Empates   | 1            | 1          |

| Número | Resultado | Récord | Oponente                       | Tipo | Ronda, Tiempo | Fecha                    | Lugar                                                         | Notas                                                                                   |
| ------ | --------- | ------ | ------------------------------ | ---- | ------------- | ------------------------ | ------------------------------------------------------------- | --------------------------------------------------------------------------------------- |
| 30     | Derrota   | 26-3-2 | Leigh Wood                     | UD   | 12            | 27 de mayo de 2023       | Manchester Arena, Mánchester, Inglaterra.                     | Título de peso pluma de la AMB en juego; solo para Wood ya que Lara perdió peso         |
| 29     | Victoria  | 26-2-1 | Leigh Wood                     | TKO  | 7 (12), 2:54  | 18 de febrero de 2023    | Motorpoint Arena, Nottingham,                                 | Ganó el título de peso pluma de la AMB                                                  |
| 28     | Victoria  | 25-2-1 | José Sanmartíin                | TKO  | 3 (10), 1:36  | 22 de octubre de 2022    | Plaza de Toros México, Ciudad de México, México               |                                                                                         |
| 27     | Victoria  | 24-2-1 | Emilio Sánchez                 | KO   | 3 (10), 2:59  | 5 de marzo de 2022       | Pechanga Arena, San Diego, California, Estados Unidos         |                                                                                         |
| 26     | Empate    | 23-2-1 | Josh Warrington                | TD   | 2 (12), 3:00  | 4 de septiembre de 2021  | Headingley Stadium, Leeds, Inglaterra                         | La pelea se detuvo después de que Lara fue cortado de un choque accidental en la cabeza |
| 25     | Victoria  | 23-2   | Josh Warrington                | TKO  | 9 (12), 0:54  | 13 de febrero de 2021    | Wembley Arena, Londres, Inglaterra                            |                                                                                         |
| 24     | Victoria  | 22-2   | Sergio Puente                  | UD   | 10            | 4 Dic 2020               | Las Lomas, Monterrey, México                                  |                                                                                         |
| 23     | Victoria  | 21-2   | Jesús Quijada                  | TKO  | 8 (10), 1:19  | 4 de julio de 2020       | Restaurante Ballpark, Hermosillo, México                      |                                                                                         |
| 22     | Victoria  | 20-2   | Alejandro Palmero              | TKO  | 1 (10), 2:54  | 4 de julio de 2020       | Gimnasio TV Azteca, Ciudad de México, México                  |                                                                                         |
| 21     | Victoria  | 19-2   | Alejandro Palmero              | TKO  | 4 (8), 1:27   | 1 de febrero de 2020     | Jardín Cerveza Expo, Guadalupe, México                        |                                                                                         |
| 20     | Victoria  | 18–2   | Rafael Sánchez Rodríguez       | KO   | 4 (8), 1:07   | 7 Dic 2019               | Auditorio GNP, Puebla, México                                 |                                                                                         |
| 19     | Victoria  | 17–2   | Eduardo Estela                 | TKO  | 8 (10),       | 28 de septiembre de 2019 | Club Ferrocarril de Concordia, Concordia, Argentina           |                                                                                         |
| 18     | Victoria  | 16–2   | Oscar Barajas                  | IDT  | 5 (8), 3:00   | 6 de julio de 2019       | Delegación Coyoacán, Ciudad de México, México                 |                                                                                         |
| 17     | Victoria  | 15–2   | Guillermo Ávila                | TKO  | 2 (8), 2:44   | 23 de marzo de 2019      | Centro de Espectáculos del Recinto Ferial, Metepec, México    |                                                                                         |
| 16     | Victoria  | 14–2   | José Calyecac                  | UD   | 3 (12), 1:43  | 6 (8), 2:37              | Arena México, Ciudad de México, México                        |                                                                                         |
| 15     | Victoria  | 13–2   | Alberto Luna Galicia           | TKO  | 6 (8), 2:37   | 17 de noviembre de 2018  | Arena México, Ciudad de México, México                        |                                                                                         |
| 14     | Victoria  | 12–2   | Sergio Alfredo Chirino Sánchez | IDT  | 2 (8), 3:00   | 25 de agosto de 2018     | Domo Sindicato de Trabajadores IMSS, Ciudad de México, México |                                                                                         |
| 13     | Derrota   | 11–2   | Eliot Chávez                   | KO   | 1 (6), 0:50   | 19 de mayo de 2018       | Hotel Holiday Inn, Victoria de Durango, México                |                                                                                         |
| 12     | Victoria  | 11–1   | Daniel Colula                  | TKO  | 1 (6), 1:04   | 10 de marzo de 2018      | Domo Sindicato de Trabajadores IMSS, Ciudad de México, México |                                                                                         |
| 11     | Victoria  | 10–1   | Israel Robles                  | UD   | 6             | 20 de enero de 2018      | Domo Sindicato de Trabajadores IMSS, Ciudad de México, México |                                                                                         |
| 10     | Victoria  | 9–1    | Luis Gerardo Pérez Salas       | KO   | 1 (6), 1:22   | 25 de noviembre de 2017  | Domo Sindicato de Trabajadores IMSS, Ciudad de México, México |                                                                                         |
| 9      | Victoria  | 8–1    | Erik Andrés Cruz               | TKO  | 4 (6), 1:22   | 8 de julio de 2017       | Centro de Convenciones IMSS, Ciudad de México, México         |                                                                                         |
| 8      | Victoria  | 7–1    | Eduardo Báez                   | UD   | 6             | 1 Abr 2017               | Auditorio Fausto Gutiérrez Moreno, Tijuana, México            |                                                                                         |
| 7      | Victoria  | 6–1    | Martín Jiménez Delgado         | UD   | 4             | 21 de enero de 2017      | Deportivo Benito Juárez, Ciudad de México, México             |                                                                                         |
| 6      | Victoria  | 5–1    | Israel Rodríguez Picazo        | SD   | 4             | 14 de diciembre del 2016 | Ciudad Deportiva Magdalena Mixhuca, Ciudad de México, México  |                                                                                         |
| 5      | Victoria  | 4–1    | Julio César Olvera Rodríguez   | TKO  | 2 (4), 2:06   | 26 de noviembre de 2016  | Unidad Deportiva Miguel Hidalgo, Morelia, México              |                                                                                         |
| 4      | Victoria  | 3–1    | Joel Cordova                   | TKO  | 4 (4), 1:48   | 5 de noviembre de 2016   | Frontón El Momo, Ciudad de México, México                     |                                                                                         |
| 3      | Victoria  | 2–1    | Daniel Carillo                 | TKO  | 2 (4), 0:32   | 17 de septiembre de 2016 | Unidad Deportiva Miguel Hidalgo, Morelia, México              |                                                                                         |
| 2      | Victoria  | 1-1    | Rogelio Pérez Márquez          | UD   | 4             | 8 de julio de 2016       | Auditorio BlackBerry, Ciudad de México, México                |                                                                                         |
| 1      | Derrota   | 0–1    | Julio Carabino                 | SD   | 4             | 10 de octubre del 2015   | Explanada Delegacional Milpa Alta, Milpa Alta, México         |                                                                                         |